# Славко Милосавлевски
Славко Милосавлевски (на македонска литературна норма: Славко Милославлевски) е югославски политик и социолог, дисидент от времето на комунизма в Югославия.

## Биография
Славко Милосавлевски е роден в 1928 година в положкото село Вратница, тогава в Югославия. Основно училище завършва в родното си село, а гимназия в Скопие. Славко Милосавлевски е активен участник в лявото съпротивително движение във Вардарска Македония, наричано в Република Македония Народоосвободителна борба. По време на войната изпълнява различни политически длъжности, а в края ѝ е член на бригаден комитет на Югославската комунистическа партия. Носител е на „Партизански възпоменателен медал 1941“.
Дипломира се в Правния факултет на Скопския университет през 1957 г. и става председател на общинския комитет на Тетово (1957-1958). Преминава през следдипломно обучение в отделението за политически науки на Института за обществени науки (1958 – 1960). Преподава социология в Правния факултет в Скопие от март 1961 до юни 1974 г. Защитава докторска дисертация на тема „Съюзът на комунистите в Югославия в системата на социалистическата демокрация в Югославия“ през 1965 г.
Славко Милосавлевски се изявява като партиен активист и достига най-високи позиции в Съюза на комунистите на Македония (СКМ): член на Изпълнителния комитет на ЦК на СКМ (1966–1969) и секретар на Секретариата на ЦК СКМ (1969–1972). Той е водеща личност сред т.нар. „либерали“ в партията, групирани около Кръсте Цървенковски. След смяната на властта и разгрома на „либералите“ той е свален от всички постове и позиции: по искане на Ангел Чемерски подава оставка като секретар на СКМ (октомври 1972 г.) и дори като член на ЦК на СКМ (януари 1973). Изключен е от СКМ през юни 1974 г. и е уволнен от университета.
Известно време живее в САЩ, но е принуден да се завърне в Югославска Македония. След промените основава и председателства нова Социалдемократическа партия на Македония (1990-1991), но няма особен успех. Президентът Киро Глигоров го изпраща посланик в Белград през 1996 г. като своеобразно обезщетение за наказанията след 1972-1974 г. Остава посланик в Съюзна република Югославия до 2003 г.
Почива на 14 октомври 2012 година в родното си село.

## Творчество
Славко Милосавлевски е плодовит автор и създава голям брой книги, от които следните са най-известни:
- „Сојузот на комунистите и самоуправувањето“ (1967)
- „Револуција и демократија“ (1967)
- „Изборниот систем и изборната демократија во практиката“ (1968)
- „Карактеристики на развитокот на движењето на СКМ“ (1968)
- „Социјализам и суверенитет“ (1971)
- „Револуција и антиреволуција“ (1972)
- „Вратница: Етно-социолошки приказ“ (1985)
- „Контрадикциите на Јосип Броз“ (1990, на сръбски)
- „Страв од промени: кризата на политичкиот систем на Југославија во седумдесеттите години“ (1991)
- „Социологија на македонската национална свест“ (два тома, 1992 и 1997)
- „Източна Европа помеѓу егалитаризмот и демократијата“ (1993)
- „'Разговор' со Добрица Ќосиќ“ (1994)
- „Двете лица на собитијата“ (1996)
- „Нашиот поглед за времето на Колишевски“ (1996, съвместно с Кръсте Цървенковски)
- „Албанците во Република Македонија (1945 – 1995)“ (1997, на македонски и английски език)
- „Македонски контроверзи: (1990-2003)“ (2004)
- „Амбасадорски записи“ (2006)
- „Моите современици и јас“ (2007) (најавено)